# .bm
.bm je vrhovna internetska domena (country code top-level domain - ccTLD) za Bermude. Domenom upravlja Mrežni informacijski centar Bermuda (BermudaNIC)

## Vanjske poveznice
- IANA .bm whois informacija  Arhivirana inačica izvorne stranice od 17. travnja 2006. (Wayback Machine)